# Kulturåret 1720

## Födda
- 30 januari - Bernardo Bellotto (död 1780), italiensk stads- och landskapskonstnär.
- 11 maj - Baron von Münchhausen (död 1797), tysk militär och förebild för Baronens historier.
- 12 augusti - Conrad Ekhof (död 1778), tysk skådespelare.
- 4 oktober - Giovanni Battista Piranesi (död 1778), italiensk konstnär, gravör och arkitekt.
- 13 december - Carlo Gozzi (död 1806), italiensk dramatiker och författare.
- okänt datum - Lars Thorstensson Nyberg (död 1792), svensk psalmförfattare.
- okänt datum - Anders Wesström (död 1781), svensk kompositör.
- okänt datum - Margareta Staffhell-Åkerman (död 1762), svensk konstnär.
- okänt datum - James Hargreaves (död 1778), engelsk vävare, snickare och uppfinnare.
- okänt datum - Daniel Pettersson (död 1802), svensk borgmästare, kommerseråd, poet och författare.
- okänt datum - Andrej Kvasov (död 1770), rysk arkitekt.
- okänt datum - Jens Kraft (död 1791), dansk matematiker, fysiker och filosof.
- okänt datum - Martinus Houttuyn (död 1798), holländsk läkare, naturalist och bokförläggare.
- okänt datum - Johann Schobert (död 1767), tysk-fransk tonsättare.

## Avlidna
- 27 mars - Olof Jonasson Wiström (född 1666), svensk bildhuggarmästare, stenhuggare och målare.
- 6 april - Peeter van Bloemen (född 1657), flamsk målare.
- 15 december - Nils Nilsson d.y. Behm (döpt 1672), svensk silversmed.
- okänt datum - Erik Eriksson Grijs (född omkring 1650), svensk ämbetsmålare, kyrkomålare i Göteborg.
- okänt datum - Johan Adolf Clodt von Jörgensburg (född 1658), svensk friherre, general och memoarförfattare.